# Bourghelles
Bourghelles är en kommun i departementet Nord i regionen Hauts-de-France i norra Frankrike. Kommunen ligger i kantonen Cysoing som tillhör arrondissementet Lille. År 2022 hade Bourghelles 1 678 invånare.

## Befolkningsutveckling
Antalet invånare i kommunen Bourghelles
| Referens: INSEE |